# Фристайл на зимових Олімпійських іграх 2018 — кваліфікація
У змаганнях з фристайлу на зимових Олімпійських іграх 2018 року зможуть взяти участь 282 спортсмени, які змагатимуться в десяти дисциплінах. Кожну країну можуть представляти не більш як 16 чоловіків і 16 жінок, але при цьому загальна кількість фристайлістів не повинна перевищувати 30.

## Правила кваліфікації
Всі олімпійські квоти будуть розподілені за підсумками олімпійського кваліфікаційного рейтингу FIS. За результатами кваліфікації для участі в Іграх будуть допущені 282 спортсмени, які виконали кваліфікаційні критерії. У кожній дисципліні одну країну можуть представляти не більш як 4 спортсмени. Для кожної дисципліни встановлена максимально можлива кількість спортсменів, які зможуть виступити в одній дисципліні.
Максимальні квоти
| Дисципліна | Чоловіки | Жінки | Загалом |
| ---------- | -------- | ----- | ------- |
| Акробатика | 25       | 25    | 50      |
| Могул      | 30       | 30    | 60      |
| Скікрос    | 32       | 32    | 64      |
| Слоупстайл | 30       | 24    | 54      |
| Хафпайп    | 30       | 24    | 54      |
| Загалом    | 147      | 135   | 282     |

Кваліфікаційні вимоги
Для виконання кваліфікаційних вимог спортсмен повинен потрапити в 30-ку найсильніших на етапах Кубка світу, або на чемпіонаті світу 2017 року у своїй дисципліні, а також набрати як мінімум 80 очок FIS в акробатиці, могулі або скікросі і 50 очок в слоупстайлі та хафпайпі.
Кваліфікаційний період
У залік спортсменів йдуть результати, показані на змаганнях, що проходять під егідою FIS.
| Змагання               | Період                       |
| ---------------------- | ---------------------------- |
| Кваліфікаційний період | 1 липня 2016 — 21 січня 2018 |

Вікові обмеження
Для сноубордистів, які відібрались на Ігри, встановлений мінімально дозволений вік. Не зможуть взяти участь в Іграх спортсмени, які народились після 31 грудня 2002 року.

## Країни, що кваліфікувались
| Країна          | Чоловіки | Чоловіки | Чоловіки | Чоловіки | Чоловіки | Жінки | Жінки | Жінки | Жінки | Жінки | Загалом |
| Країна          | А        | М        | СК       | СС       | ХП       | А     | М     | СК    | СС    | ХП    | Загалом |
| --------------- | -------- | -------- | -------- | -------- | -------- | ----- | ----- | ----- | ----- | ----- | ------- |
| Австралія       | 1        | 2+2      | 0+1      | 1        |          | 4     | 4     | 1     |       |       | 16      |
| Австрія         |          |          | 4        |          | 3        |       | 1     | 2     | 1     | 1     | 12      |
| Білорусь        | 3        |          |          |          |          | 3     |       |       |       |       | 6       |
| Велика Британія | 1        |          |          | 2        | 3        |       |       | 2 1   | 3 2   | 3 2   | 11      |
| Угорщина        |          |          |          |          |          |       |       |       |       | 0+1   | 1       |
| Німеччина       |          |          | 4 3      |          |          |       | 3 2   | 4 2   | 0+1   | 1     | 9       |
| Данія           |          |          |          |          |          |       |       |       |       | 0+1   | 1       |
| Ірландія        |          |          |          |          | 0+1      |       |       |       |       |       | 1       |
| Італія          |          |          | 2        |          |          |       |       | 2     |       |       | 4       |
| Казахстан       | 0+1      | 2        |          |          |          | 3+1   | 1+1   |       |       |       | 9       |
| Канада          | 3 2      | 4 3      | 4        | 4        | 4 3      | 1     | 4     | 4     | 3     | 4 2   | 30      |
| Китай           | 4        |          |          |          | 1+1      | 4     | 0+2   |       |       | 1+2   | 15      |
| Мексика         |          |          |          | 1        |          |       |       |       |       |       | 1       |
| Нова Зеландія   |          |          | 1        | 3 2      | 4        |       |       |       |       | 2     | 9       |
| Норвегія        |          | 2 1      |          | 4        |          |       | 1     | 1 0   | 2     |       | 8       |
| Польща          |          |          |          |          |          |       |       | 1     |       |       | 1       |
| Росія           | 4        | 2 1      | 4        |          | 2 1      | 4     | 3     | 2     | 2     | 2 1   | 22      |
| Словенія        |          |          | 1        |          |          |       |       |       |       |       | 1       |
| США             | 4 3      | 4        | 1 0      | 4        | 4        | 3     | 4     | 1 0   | 4     | 4     | 30      |
| Україна         | 1        |          |          |          |          | 2 1   | 0+1   |       |       |       | 3       |
| Фінляндія       |          | 2        |          | 1        |          |       |       |       | 0+1   |       | 4       |
| Франція         |          | 3        | 4        | 1+1      | 3 2      |       | 2     | 3     | 2     | 2     | 20      |
| Швейцарія       | 3+1      | 1 0      | 4        | 4        | 3        |       | 1     | 3+1   | 3 2   |       | 22      |
| Швеція          |          | 3        | 3        | 4        |          |       |       | 3 2   | 2     |       | 14      |
| Чехія           |          |          |          |          |          |       |       | 2 1   |       |       | 1       |
| Чилі            |          |          |          |          |          |       |       | 0+1   | 1     |       | 2       |
| Південна Корея  |          | 1+2      |          |          | 1        | 1     | 2     |       | 1     | 1     | 9       |
| Японія          | 1        | 4        |          | 1        | 2 0      |       | 4 1   | 1     |       | 3     | 11      |
| ЗАГАЛОМ: 24 НОК | 25       | 30       | 31       | 30       | 27       | 25    | 30    | 27    | 24    | 24    | 272     |